# Juana Manso
Pour les articles homonymes, voir Manso (homonymie).
Juana Paula Manso, (26 juin 1819 - 24 avril 1875) née à Buenos Aires et morte dans cette même ville, est une écrivaine, traductrice, journaliste, enseignante et féministe argentine.
Elle plaide pour une réforme de l'éducation et une meilleure accessibilité à l'éducation pour les femmes et les aborigènes et diffuse des supports d'éducation. Elle obtient que ceux-ci soient imprimés gratuitement dans les imprimeries gouvernementales d'Argentine. En 1852, elle crée le premier journal féministe d'Amérique latine. Elle signe ses articles et dirige son journal sous son nom et non sous pseudonyme masculin.

## Biographie

### Débuts
Juana Manso naît le 26 juin 1819 dans un foyer de classe moyenne. Son père s'appelle José María Manso, il est un immigrant andalou, ingénieur et arpenteur, arrivé en Argentine en 1789. Sa mère, Teodora Martínez Cuenca, est une jeune portègne d'origine hispanique. Ils se marient malgré une ordonnance (en vigueur entre 1817 et 1821) qui interdit les unions entre les femmes nées en territoire argentin et les hommes espagnols.
Ils s'établissent dans le quartier de Monserrat de la ville de Buenos Aires et ont deux filles, Juana Paula et, en 1821, Isabel.
Manso entre à l'école Montserrat, créée par Bernardino Rivadavia. Elle se fait remarquer par son intelligence et sa curiosité, mais les méthodes d'enseignement utilisées l'ennuient. De plus, et malgré une maîtrise parfaite de la lecture, elle reçoit de mauvaises notes car elle ne parvient pas à mémoriser l'alphabet[réf. nécessaire].
Elle commence alors à étudier de son côté, apprend les langues étrangères et la musique avec Juan Pedro Esnaola, mais aussi avec un prêtre nommé Picazarri et le chanteur Mariano Pablo Rosquellas. Ses connaissances d'autres langues lui permettent de réaliser ses premières traductions de deux œuvres en français : El egoísmo y la amistad o los defectos del orgullo y Macrogenia o la heroína de Grecia, que son père fait imprimer en Uruguay.
Avec un groupe de femmes, elle réalise un drapeau pour la campagne militaire du général Lavalle au nord-ouest de l'Argentine. Ce geste inspire Bartolomé Mitre, alors jeune officier, qui lui consacre quelques poèmes ; mais finit par recevoir des menaces anonymes à la suite de ces écrits.
Elle se forme dans un environnement partisan de la révolution de Mai, qui lui est familier. En effet, son père avait participé aux batailles de la Révolution de 1810 et avait ensuite été impliqué dans le Gouvernement unitaire de Bernardino Rivadavia. Il a ainsi encouragé la création de la Société de bienfaisance éducative afin de fonder les écoles des Catalinas et de Montserrat. L'engagement de son père finit par leur attirer des ennuis, et en 1839 Juana Manso, alors âgée de 20 ans, émigre avec sa famille à Rio de Janeiro puis à Montevideo. Ils tentent ainsi d'échapper aux persécutions lancées contre leur famille, à cause de leur opposition au gouvernement de Juan Manuel de Rosas, et de leur soutien public à la Génération de 37. Leurs biens sont confisqués à leur sortie d'Argentine,,.

### Mariage
Manuel Oribe s'empare de Montevideo en 1842 et toute la famille Manso est contrainte à un nouvel exil, cette fois au Brésil. Elle y publie des histoires et des traités philosophiques, mais rapidement, la famille Manso rencontre des difficultés économiques. Ils rentrent à Montevideo en 1843, où Juana est nommée directrice d'une école de filles. Elle publie alors les poésies Una tumba et Una lágrima para ella  dans le journal El Nacional et un Manuel pour l'éducation des filles,.
Elle se marie en février 1846 avec Francisco de Saá Noronha (en), un violoniste portugais. Elle déménage ensuite avec son époux aux États-Unis, où naît leur fille Eulalia le 13 octobre 1846. Cependant, le pays leur semble peu accueillant, et ils connaissent des difficultés de divers ordres. Ils émigrent alors à Cuba où la situation s'est améliorée, et ont leur seconde fille, Herminia. En collaboration avec son époux, Manso écrit des œuvres théâtrales (La Familia Morel, A Saloia, A Esmeralda, Rosas), obtenant un certain succès.
Leur relation maritale est mauvaise. Manso subit des humiliations systématiques de la part de son époux ; une maltraitance qu'elle tolère, affirmant que la vie d'une femme est faite d'abnégation et de sacrifice. Le mariage dure jusqu'au décès du père de Manso, qui jusqu'alors, continuait à l'aider financièrement. Elle considère son divorce comme un apprentissage de la vie, et non comme une perte.
Après la chute de Rosas à la fin des années 1850, et ayant été abandonnée par son époux, elle décide de rentrer à Buenos Aires avec ses deux filles. Elle décide alors d'y développer des activités culturelles et éducatives inspirées de ses expériences dans les divers pays dans lesquels elle a vécu. Elle est notamment très influencée par le système éducatif des États-Unis. 

### Mort
À cause de sa lutte constante pour l'émancipation des femmes et leurs droits, les journaux l'attaquent constamment, au point de la dénigrer, ce qui finit par affecter sa santé. Elle est par ailleurs furieuse que les Anales de la Educación Común, dont elle assure la direction de 1865 à 1875, ne soient plus imprimées pendant cinq mois. Elle meurt le 24 avril 1875 à 55 ans, des suites de l'hydropisie. Elle est enterrée au cimetière britannique, car elle refuse de recevoir l'extrême onction. Ses amis voient dans cette dernière volonté, une preuve de cohérence entre ses idées et sa manière de vivre et de mourir. Ce n'est qu'en 1915 que ses restes sont transférés au panthéon des Maîtres du Cimetière de la Chacarita de Buenos Aires, où ils reposent depuis lors. La poétesse Juana Manuela Gorriti déclare dans son oraison funèbre à Manso:

« Juana Manso est la gloire de l'éducation, sans elle nous serions soumises, analphabètes, négligées, méprisées. Elle est l'exemple, la vertu et l'honneur qui exalte le courage des femmes, elle est, sans aucun doute, une femme. »

— Lewkowicz : Juana Paula Manso (1819–1875): Una mujer del Siglo XXI, p. 300, 2000.
Par ailleurs, le pasteur W. D. Junior propose une épitaphe pour sa tombe : «Ici gît une argentine qui, au milieu de la nuit d'indifférence qui enveloppait la patrie, a préféré être enterrée parmi des étrangers plutôt que de laisser profaner le sanctuaire de ses consciences».
Après son décès, sa fille Eulalia sollicite du ministre de l'éducation publique Onésimo Leguizamón, la permission de diriger les Anales, et demande une pension. La réponse est positive ; elle reste ainsi en charge de la direction des Anales et reçoit une pension de cent soixante pesos mensuels.

## Carrière

### Contexte social
La vie de Juana Manso se déroule à l'époque des guerres d'indépendance de la Vice-royauté du Río de la Plata et des guerres civiles qui tentaient de définir la création d'un nouveau pays après l'indépendentisation de la Couronne espagnole. Dans ce contexte, il existait des écoles de régime colonial, et des écoles constituées après l'indépendance. La constitution d'un système éducatif uniforme ne se fera pas avant les années 1880, et sous l'influence reconnue de Manso[réf. nécessaire].
Juana Manso partage les idées de la révolution de Mai, mais aussi des idées indépendantistes, républicaines, libérales et progressistes. Avec d'autres pédagogues de sa génération, dont Domingo Faustino Sarmiento, elle soutient le projet, inspiré des Lumières, de rendre l'éducation populaire, c'est-à-dire de construire la république à travers l'éducation de toute la population. Par ailleurs, en accord avec les idées du mouvement romantique et de la pensée rationaliste, Manso affirme que l'humanité n'est pas en recul, sa destination finale étant le progrès. Elle souhaite aussi abolir l'esclavage et le racisme conformément aux idées rousseauistes. Elle lutte contre les tentatives d'extermination des populations indigènes, une pratique courante à cette époque. Elle s'oppose également à la domination de l’Église catholique dans la sphère religieuse, en particulier dans son article intitulé « Liberté de Conscience », où elle demande qu'il n'y ait plus de litiges entre les différentes religions existantes à Buenos Aires. Ses idées, considérées comme trop libres, lui attirent les foudres d'une partie la société. À sa mort, aucun des deux cimetières de Buenos Aires (Recoleta et Chacarita) n'accepte de l'enterrer, car elle refuse de recevoir l'extrême onction d'un prêtre de l'église catholique.
Enfin, Manso s'illustre dans des domaines de la culture alors réservés aux hommes, comme l'écriture ou le journalisme entre autres ; allant jusqu'à fonder son propre journal. Elle est aussi franc-maçonne.

### Journalisme
Juana Manso utilise le journalisme pour lutter contre les préjugés de son époque, en particulier ceux qui concernent les femmes. Dans la capitale uruguayenne, elle participe à un salon littéraire avec divers compatriotes exilés. A Montevideo, elle collabore en 1841 avec le quotidien El Nacional, publiant des poèmes dédiés à ses héros et à ses amis,.
Lors de son séjour au Brésil, elle crée et dirige sous son nom O Jornal das Senhoras. Modas, Literatura, Bellas Artes, Teatros e Critica. Édité entre 1852 et 1855, il s'agit du premier journal féministe d'Amérique latine. Dans cette revue, elle s'illustre comme philosophe critique, questionnant différentes pratiques du point de vue de la femme. Elle affirme quatre mois après le début de la publication, que son objectif n'est pas d'engendrer du profit avec cette revue.

À son retour en Argentine, elle lance une version locale de la revue, intitulée Álbum de Señoritas. Periódico de Literatura, Modas, Bellas Artes y Teatros. Le premier numéro paraît le 1er janvier 1854. Elle signe avec son propre nom et se revendique directrice et propriétaire de la revue, à contre-courant des autres femmes journalistes de l'époque, qui utilisent des pseudonymes d'hommes. Mais la revue ne reçoit pas de bonnes critiques et s'arrête après seulement huit semaines de publication. Chacune des huit éditions contribue pourtant à ses objectifs, notamment celui de démontrer l'intelligence féminine et de célébrer son retour au pays après vingt ans d'exil. Elle projette également de publier des actualités de la mode, des patrons de robes, des articles sur la musique et des illustrations. Elle met en avant l'exemple de l'Angleterre, où les meilleurs avocats ont été engagés pour faire changer les lois et garantir la dignité de la femme en reconnaissant sa capacité intellectuelle comme droit naturel. Dans ces revues, elle milite aussi pour l'éducation des femmes. Cette époque marque aussi le début du transport maritime intérieur, avec l'inauguration de trajets en bateau à vapeur sur les fleuves intérieurs reliant le Pérou, le Brésil et la Bolivie. Le chemin de fer fonctionnait également au Chili. La journaliste évoque dans le troisième numéro de la revue, cet événement avec une intuition visionnaire. Dans un éditorial intitulé El Progreso , elle écrit :

« Un jour, les cordillères seront percées à leur base pour former de larges tunnels et, surgissant des forêts sauvages, les industries créeront de belles villes. »

Dans cette revue, elle sollicite l'éducation de la population indigène argentine. Dans son article intitulé Las Misiones, elle demande que cesse le harcèlement contre les aborigènes. Elle propose aux missionnaires d'adopter une voie pacifique, et d'intégrer les indigènes au monde du travail moderne, moyennant l'abandon de leurs habitudes nomades. Elle envoie des supports pour l'apprentissage de la lecture à destination des indigènes, par l'intermédiaire du général uruguayen D. Melchor Pacheco y Obes, qui ordonne que leur impression soit rendue gratuite dans les imprimeries gouvernementales.
Sa vocation de pédagogue s'illustre dans plusieurs de ses articles. Outre l'éducation des aborigènes, elle plaide pour un règlement général qui s'applique à tous les instituts nouvellement créés. Elle considère par ailleurs que le temps de scolarisation est insuffisant, et s'indigne du langage vulgaire des enfants argentins, produit de deux décennies de retards causé par la tyrannie de la dictature. Elle propose de financer l'éducation et le futur des enfants argentins, avec l'argent perçu par les loteries.

## Postérité
Plusieurs médias argentins rendent hommage à Manso : la revue Ondina del Plata lui consacre son numéro du 2 mai 1875, quelques jours après son décès. En 1881, Sarmiento publie un hommage de ses amis Faustino Jorge, Álvaro Barcos, Carlos Encina et Augusto Krause. Enfin, le journal La Nación publie un article en commémoration du centenaire de sa mort.
Sarmiento crée, après le décès de Manso, un prix de lecture féminin en son honneur. Il s'inspire d'une lettre que Manso envoie à José María Cantilo (es), directeur d'El Correo del Domingo, dans laquelle elle exprime sa préoccupation face à la faible pratique de la lecture chez les Argentins. Les règles du concours sont publiées en 1881 dans la revue Monitor de la Educación. 
La ville de Rosario crée en 1999 un prix de journalisme portant son nom. Le concours est officialisé à travers l'ordonnance numéro 6798, qui vise à encourager les productions journalistiques qui promeuvent l'égalité femmes-hommes, interrogent les rôles de genre traditionnels, et montrent « une image réelle de la femme » à la date du concours,.

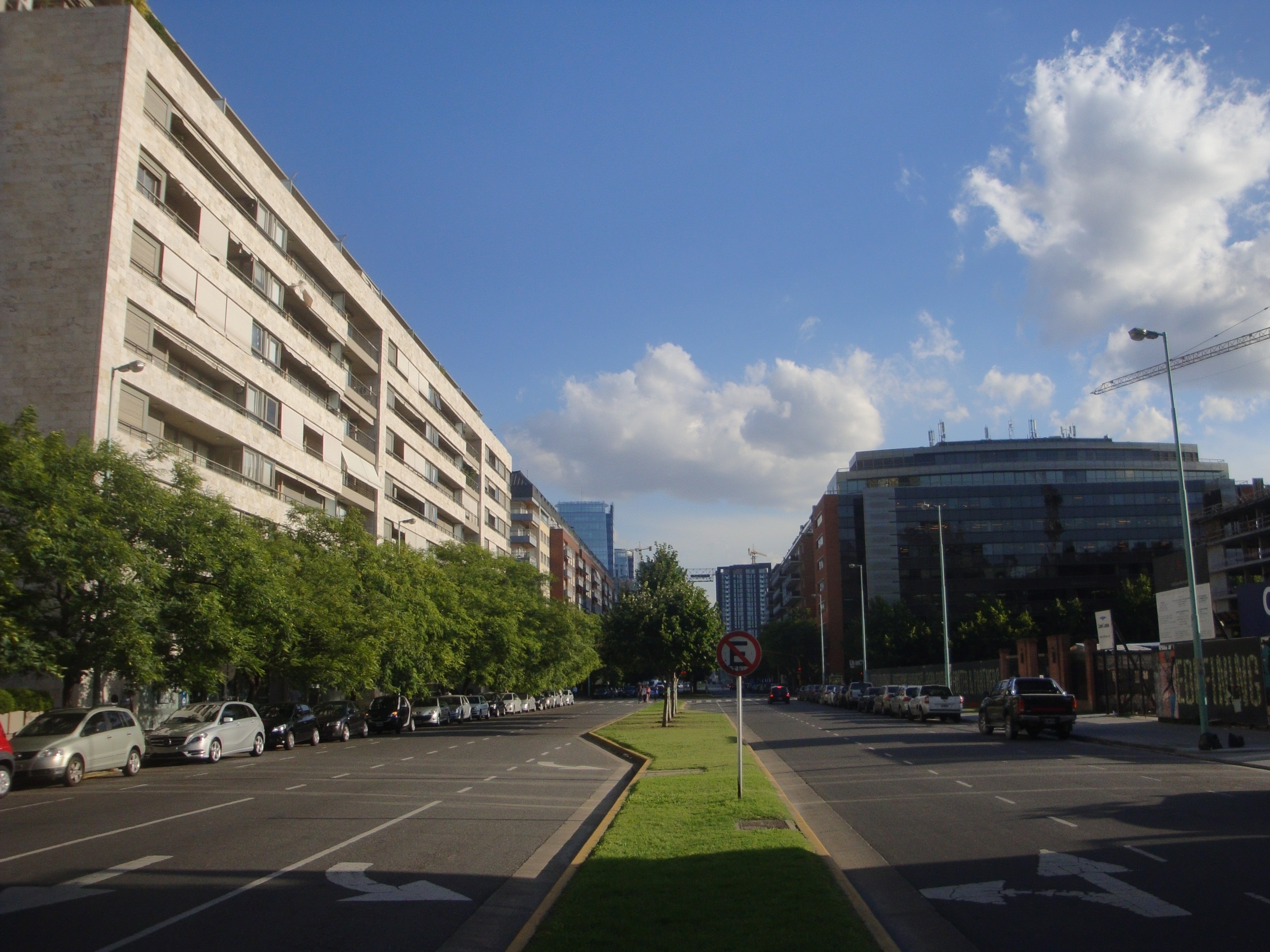
Rue Juana Manso à Port Madero, Buenos Aires

Plusieurs rues en Argentine portent son nom, notamment une rue du quartier de Puerto Madero à Buenos Aires. C'est aussi le cas d'un quartier de la ville de San Juan.
Divers établissements éducatifs et bibliothèques portent également son nom, par exemple la Bibliothèque Populaire Juana Manso de la capitale (quartier de San Cristóbal); mais aussi l'école primaire 53 de la ville de Mar del Plata et l'école primaire 7 de Chivilcoy.
Google lui consacre un doodle le 26 juin 2017 (anniversaire de ses 198 ans).

## Œuvre

### Littérature
- (es) Los Misterios Del Plata (version intégrale sur Internet Archive), 1900 (lire en ligne)[30].
- (es) La revolución de Mayo 1810, Buenos Aires, Imprenta de Mayo, 1864, 71 p. (OCLC 13644524, lire en ligne).
- (es) Compendio de la historia de las Provincias Unidas del Río de la Plata desde su descubrimiento hasta el año de 1871 (version numérique en accès libre), Buenos Aires, Imprenta de Pablo E. Coni, 1872, 200 p. (OCLC 14866365, présentation en ligne, lire en ligne).

### Éducation
- (es) Anales de la Educación Común (numéros consultables en ligne), Buenos-Aires, 1858-1875 (lire en ligne)[31].

### Ouvrages
- (es) Gisela Aguirre, Juana Manso, Buenos Aires, Planeta Argentina, coll. « Grandes protagonistas de la historia argentina », 2001, 156 p. (OCLC 432776741, lire en ligne)
- (es) Alejandra Judith Josiowicz, « Juana Manso no Brasil : cidadania, educação e cosmopolitismo », Rev. Bras. Hist. Educ., vol. 18,‎ 2018 (lire en ligne).
- (es) Lidia F. Lewkowicz, Juana Paula Manso (1819-1875) : una mujer del siglo XXI, Buenos-Aires, Corregidor, 2000, 298 p. (ISBN 978-950-05-1293-0 et 9500512939, OCLC 491153866, lire en ligne). .
- (en) Catherine Davies, Juana Manso: Women in History dans South American independence : gender, politics, text, Liverpool, Liverpool University Press, 2006, 352 p. (lire en ligne), p. 241-267.

### Articles
- (es) Carolina de Novaes Rêgo Barros, « Os Passos de Juana Manso e a Construcao de Uma Carreira Esquecida », Decifrar, vol. 12, no 24,‎ 2024 (DOI 10.29281, lire en ligne).
- (es) Juliana Enrico (Open Access), « Educación, cultura y herencias subjetivas: la noción moderna de "civilización" », Ciencia, Docencia y Tecnología, vol. 49, no 20140112,‎ 2014 (ISSN 1851-1716, OCLC 8598432831, lire en ligne).
- (pt) Alejandra Josiowicz, « Juana Manso no Brasil : cidadania, educação e cosmopolitismo », Revista Brasileira de História da Educação, vol. 18,‎ 2018, p. 1–21 (DOI 10.4025/rbhe.v18.2018.e010, lire en ligne, consulté le 12 août 2025)}.
- (es) Elisabetta Pagliarulo, Juana Paula Manso (1819-1875) Presencia Femenina Indiscutible en la Educación y en la Cultura Argentina del Siglo XIX, con Proyección Americana, Universidad Pedagógica y Tecnológica de Colombia, Revista Historia de la Educación Latinoamericana No 17, 2011, p. 17-42.
- (es) Myriam Southwell, « Juana P. Manso (1819-1875) », Perspectivas, vol. 35, no 1,‎ 1er mars 2005, p. 18 (lire en ligne [PDF]).
- (pt) Bárbara Souto, « Juana Manso : uma intelectual feminista transnacional (Rio de Janeiro e Buenos Aires, 1852-1855) », Dimensões, no 45,‎ 2020, p. 53–83 (ISSN 2179-8869, lire en ligne, consulté le 12 août 2025).

### Anthologie
- (es) Susanna Regazzoni (éd.), Los Misterios Del Plata dans Antología de escritoras hispanoamericanas del siglo XIX, Madrid, Cátedra, 2012, 356 p. (ISBN 9788437629858, lire en ligne), p. 155-165.